# Luis Torregrosa García
Luis Torregrosa García   (Alacant, 1 d'octubre de 1871 - Madrid, 8 de març de 1960) va ser un músic i director de banda alacantí, conegut per ser el compositor de l'Himne de les Fogueres d'Alacant i el primer director de la Banda Municipal d'Alacant.

## Biografia
Coneixem poques dades de la infantesa de Luis. Amb 12 anys ja participa en les orquestres de la ciutat tocant l'oboè, l'instrument en què més destacaria durant la seua carrera com a intèrpret. Molt jove, amb 16 anys, es traslladaria a la ciutat de Madrid, ciutat en la que viuria i desenvoluparia la majoria de la seua tasca com a músic, arribant a formar part de l'orquestra del Teatro Real de Madrid i a fundar l'Orquestra Simfònica de Madrid. Tot i passar temps a Madrid, continuaria tenint contacte amb la ciutat alacantina i en 1908 va dirigir la rondalla Orquestra La Wagneriana i la banda municipal de Novelda. En 1912 es converteix en el primer president, a través d'un concurs, de la Banda Municipal d'Alacant, càrrec que mantindria fins a la seua jubilació l'any 1940, amb un breu lapse de temps durant la Guerra Civil en què va perdre la potestat del càrrec. També va ser fundador i director artístic de la Societat Filharmònica d'Alacant i director de l'Orfeó d'Alacant, càrrecs que només desenvoluparia durant un període molt breu. Fundaria en 1939 en l'Orquestra Simfònica d'Alacant, la qual dirigiria fins a la seua desparició uns pocs anys després. Va dirigir després la banda La Esperanza de Sant Vicent del Raspeig, fins a la seua mort.
A banda del seu paper com a músic, destaca la seua vessant com a folklorista i reivindicador de la música i els costums populars de la ciutat. Va escriure diverses obres basant-se en les melodies populars de la ciutat, entre les quals destaca l'Himne de les Fogueres d'Alacant (originalment anomenat Les Fogueres de Sant Chuán). Torregrossa va participar, a més, en la recuperació de les danses en 1929, una tradició que aleshores ja s'havia perdut, i va coordinar el grup de dolçaina i tabalet per tal d'assegurar-ne l'autenticitat.
Va ser reconegut l'any 1919 fill il·lustre d'Alacant i l'any 1921 va rebre la Medalla d'Or de la ciutat.

## Obres
Va escriure diverses composicions:
- Alicante (1916), dedicat a l'alcalde Ricardo Pascual del Pobil y Chicheri.
- Les Fogueres de San Chuán (pasodoble humorístico) (1930).
- La Bellea del Foc (o Himno a la Bellea) (1933).
- La plantà (1935). Sarsuela inèdita i inconclusa amb llibret de Josep Ferrándiz i Torremocha.
- Mar de Fondo (1946), dedicat a la barraca de la Foguera Calvo Sotelo.